# Bereczky Erzsébet
Bereczky Erzsébet (Budapest, 1932. január 5. – Budapest, 2010. május 30.) színházi dramaturg.

## Életpályája
1951–1956 között a Színház- és Filmművészeti Főiskola dramaturg szakos hallgatója volt. 1954–1957 között a Miskolci Nemzeti Színház dramaturgja volt. 1957–2000 között a Nemzeti Színház dramaturgja volt. 2000–2010 között a Pesti Magyar Színház dramaturgja volt.
Marton Endre, Major Tamás, Sík Ferenc és Iglódi István munkatársa volt.

## Magánélete
Férje Győrffy György (1920–1984) színész volt. Egy lányuk született: Erzsébet (1957).

## Színházi munkái
A Színházi Adattárban regisztrált bemutatóinak száma: műfordítóként: 12;

### Műfordítóként
- Remarque: Az utolsó állomás (1962)
- Dürrenmatt: Play Strindberg (1973, 1975, 1988, 1991, 1995, 2005-2006, 2010)
- Taner: Keshani Ali balladája (1977)
- Williams: Földi királyság (1986)
- Ustinov: Romanov és Júlia (1988)

### Dramaturgként
- Madách Imre: Az ember tragédiája
- William Shakespeare: Téli rege
  - Macbeth
  - Rómeó és Júlia
  - Lear király
- Weiss: Marat halála
- Kafka: Amerika
- Szabó Magda: Az a szép fényes nap
- Lawler: A tizenhetedik baba nyara
- Zorin: Varsói melódia
- Vörösmarty Mihály: Csongor és Tünde
- Brecht-Weill: Háromgarasos opera
- Galgóczi Erzsébet: Vidravas
- Csehov: Cseresznyéskert
- Wyspianski: Menyegző
- Sütő András: Balkáni gerle

## Díjai, kitüntetései
- Bálint Lajos-vándorgyűrű (1985)
- Jászai Mari-díj (1990)
- A Magyar Köztársasági Érdemrend kiskeresztje (1992)